# Principado da Rutênia
| \| ← \| 1658 — 1659 \| → \|                                          |                        |   |
|                                                                      |                        |   |
|                                                                      |                        |   |
|                                                                      |                        |   |
| Brasão                                                               |                        |   |
| Localização do Principado da Rutênia na parte inferior direta, 1658. |                        |   |
| Capital                                                              | Quieve 50°27′N 30°31′E |   |
| Idiomas                                                              | ruteno vermelho ruteno |   |
| Religião                                                             | Igreja Católica Rutena |   |
| Forma de governo                                                     | Monarquia              |   |
| Príncipe da Rutênia                                                  |                        |   |
| - 1658 — 1659                                                        | Iwan Wyhowski          |   |
| Legislativo                                                          | Sejm                   |   |
| História                                                             | Tratado de Hadziacz    |   |
| - Estabelecimento                                                    | 16 de setembro de 1658 |   |
| - Extinção                                                           | 1659                   |   |
| ←                                                                    | 1658 — 1659            | → |

O Principado da Rutênia, Principado da Rus' (ruteno vermelho: Ruśke Knjaziwstwo, polonês: Księstwo Ruskie, em russo: Великое княжество Русское, em ucraniano: Велике князівство Руське) foi um Estado ruteno criado em 1658. As fronteiras da República das Duas Nações se modificou devido às diversas guerras e tratados, algumas vezes várias vezes em uma só década, especialmente nas regiões leste e sul. O Principado da Rutênia foi planejado por diversas vezes. Após a morte do Hetman Bohdan Chmielnicki (1657), o novo comandante cossaco Iwan Wyhowski decidiu renovar a submissão à República polonesa e romper com o Tratado de Perejasław. O resultado desta decisão foi a conclusão do Tratado de Hadziacz, que criou o Grão-Principado da Rutênia como uma terceira entidade ao lado das terras do Grão-Ducado da Lituânia e da Coroa do Reino da Polônia, dentro da República das Duas Nações. O acordo anulou a União de Brest dentro do território do Principado da Rutênia. A criação do Principado da Rutênia, proposto no Tratado de Hadziacz de 1658 era a de torná-lo um membro pleno da tripartite República, que passaria a ser chamada de República polaco-lituana-rutena.

## Tratado de Hadziacz
Os principais pontos do Tratado de Hadziacz eram:
1. a criação do Principado da Rutênia ou do Grão-Principado da Rutênia (polonês: Wielkie Księstwo Ruskie) a partir da Voivodia de Czernihów, Voivodia de Quieve e Voivodia de Bracław (os negociadores cossacos tinham originalmente exigido que a Voivodia da Rutênia, Voivodia da Volínia, Voivodia de Bełz e Voivodia de Podole fossem também incluídas), que seria governado por um cossaco ataman, eleito para cargo vitalício dentre quatro candidatos indicados pelos cossacos e confirmado pelo Rei da Polônia;
2. a criação de cargos públicos rutenos, tribunal, academia (o Colégio Ortodoxo de Quieve seria elevado à condição de academia; uma segunda instituição ortodoxa de ensino superior seria fundada; bem como mais escolas e gráficas "tanto quanto fossem necessárias" seriam criadas), um sistema jurídico, de arrecadação de imposto e uma casa-da-moeda semelhantes aos já existentes na Polônia e na Lituânia;
3. o Principado estaria ligado à República por um rei comum. Só haveria um parlamento nacional (Sejm) e uma política externa; Juramento do rei polonês Jan II Kazimierz Waza no Tratado de Hadziacz de 10 de junho de 1659

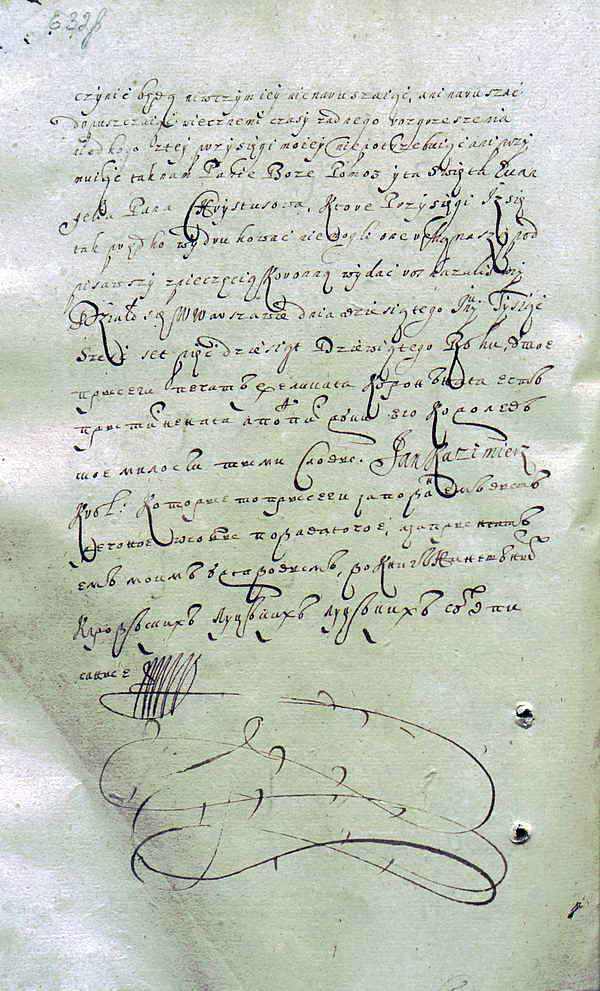
Juramento do rei polonês Jan II Kazimierz Waza no Tratado de Hadziacz de 10 de junho de 1659

4. a admissão no Senado da Polônia de membros eclesiásticos ortodoxos: o arcebispo (metropolita) de Quieve e outros bispos ortodoxos (de Lutske, Lviv, Peremyshl, Kholm e Mstsislau) e a elevação da religião ortodoxa e da Igreja ao mesmo nível do Catolicismo. Nenhum monastério Uniata ou igrejas seriam construídas no Principado - a União de Brest seria dissolvida no território do Principado da Rutênia;
5. a transformação em nobres dos líderes cossacos (starszyzna kozacka). A cada ano o ataman recomendaria ao rei cerca de 1 000 cossacos para receberem um título de nobreza hereditária e mais 100 cossacos de cada regimento militar também receberiam o título pessoal de nobreza.
6. a criação de um exército cossaco, com um efetivo de 30 000 cossacos registrados. Os oficiais dessas forças seriam eleitos por seus próprios membros. As próprias forças de cossacos seriam suplementadas por mais 10 000 mercenários regulares, pagos pelos impostos públicos. Nenhuma outra tropa da República seria permitida na Rutênia sem o consentimento do hetman cossaco, exceto em caso de guerra e quando elas estivessem sob o comando de um hetman cossaco;
7. a devolução das terras e propriedades para os nobres da República (szlachta), que tinham sido confiscadas pelos cossacos depois da Revolta de Chmielnicki, em 1648;
8. seria decretada uma anistia geral para crimes anteriores.